# Coupe du monde de football 1942
 (juin 2021).
Si vous disposez d'ouvrages ou d'articles de référence ou si vous connaissez des sites web de qualité traitant du thème abordé ici, merci de compléter l'article en donnant les références utiles à sa vérifiabilité et en les liant à la section « Notes et références ».
Navigation
France 1938 Brésil 1950
La Coupe du monde de football 1942, qui aurait dû être la IVe Coupe du monde de football, est une compétition sportive qui ne s'est jamais tenue, annulée à cause de la Seconde Guerre mondiale.

## Historique

### Candidatures
Lors du 23e congrès de la FIFA qui se tient à Berlin le 13 août 1936, l'Allemagne est le premier pays à faire officiellement acte de candidature pour l'organisation de la Coupe du monde 1942. Peu après, le Brésil est le deuxième pays à se proposer. Le choix du pays hôte doit alors se faire pendant le congrès de la FIFA de 1938 à Paris.
Après deux Coupes du monde consécutives en Europe, en Italie en 1934 et en France en 1938, les délégués sud-américains souhaitent que le tournoi mondial se déroule à nouveau en Amérique du Sud. La candidature du Brésil profite aussi du fait que l'Allemagne veut écarter les joueurs professionnels de la compétition alors que la FIFA soutient leur présence en Coupe du monde. La candidature de l'Allemagne est l'objet de réticences au sein de la FIFA qui se montre critique face à la politique du parti unique allemand, le NSDAP. La FIFA craint d'autre part qu'une organisation au Brésil entraine le forfait de nombreuses sélections européennes comme en 1930, en raison notamment des coûts de déplacement. Aucune des deux candidatures ne satisfait donc la FIFA qui, dans l'espoir qu'une candidature européenne supplémentaire se déclare entre-temps, reporte la désignation du pays organisateur au congrès suivant de la FIFA un an plus tard en 1939.

### Annulation
En juin 1939, la Fédération d'Argentine de football exprime son intérêt pour l'organisation du mondial, mais sans déposer de candidature officielle. Faute d'une deuxième candidature européenne (autre que l'Allemagne), le président de la FIFA Jules Rimet décide alors d'examiner de plus près le projet brésilien, qui tient donc la corde, en se déplaçant personnellement en Amérique du Sud. Pendant son séjour à Rio de Janeiro, les troupes allemandes attaquent la Pologne le 1er septembre 1939 et la Seconde Guerre mondiale débute. Les préparatifs pour la Coupe du monde 1942 sont abandonnés avant le choix du pays organisateur. La quatrième édition de la Coupe du monde est reportée et, tant que dure le conflit mondial, sa planification (date, lieu) est impossible.

### Reprise
Le congrès suivant de la FIFA n'a donc lieu qu'après la fin de la guerre, en juillet 1946 à Luxembourg. Les 34 fédérations présentes décident de rattraper le temps perdu en planifiant le tournoi aussi tôt que possible et en ramenant à deux ans sa périodicité, ce qui implique que le mondial soit désormais disputé en années impaires afin d'éviter la concurrence des Jeux olympiques une fois sur deux. La FIFA fixe ainsi la tenue des quatrième et cinquième éditions de la Coupe du monde en 1949 et 1951. Le Brésil et la Suisse (un des rares pays européens épargnés par la guerre), sont les seuls candidats déclarés et sont donc unanimement choisis dans l'ordre pour l'organisation des deux prochaines phases finales. Pour des raisons organisationnelles, le 27 juillet 1948, la FIFA décide sagement de revenir à un rythme quadriennal les années paires où ne se tiennent pas les Jeux olympiques (comme c’était le cas avant la guerre avec les Coupes du monde en 1930, 1934 et 1938). La tenue de la Coupe du monde au Brésil est alors repoussée à 1950, celle de la cinquième Coupe du monde en Suisse est retardée de 1951 à 1954. 

## Fiction
Un faux documentaire, La Coupe du monde disparue de Lorenzo Garzella (it) et Filippo Macelloni sur la Coupe du monde de 1942 qui aurait eu lieu en Patagonie (Argentine) a été réalisé en 2011.

## Sources
- (de) Cet article est partiellement ou en totalité issu de l’article de Wikipédia en allemand intitulé « Fußball-Weltmeisterschaft 1942 » (voir la liste des auteurs).
- (de) Nils Havemann, Fußball unterm Hakenkreuz. Der DFB zwischen Sport, Politik und Kommerz, Frankfurt/Main, Campus Verlag, 2005, 473 p., relié (ISBN 978-3-593-37906-7, LCCN 2005477962, lire en ligne), p. 248 et suivantes